# Козлов, Иван Семёнович
Иван Семёнович Козлов (1902—1982) — участник Великой Отечественной войны, командир 1040-го стрелкового полка 295-й стрелковой дивизии 5-й ударной армии 1-го Белорусского фронта, полковник, Герой Советского Союза.

## Биография
Родился 2 ноября 1902 года в деревне Борисково  Кимрского района Тверской области в семье крестьянина. Русский.
Окончил сельскую среднюю школу.
В 1924 году был призван в ряды Красной Армии. Служил в полку связи, окончил полковую школу и вечерний рабфак.
Член ВКП(б)/КПСС с 1927 года. С 1930 года находился на политработе. Был командиром отделения, политруком роты, секретарем партийного бюро и комиссаром батальона, комиссаром кавалерийской дивизии. В 1940 году окончил два курса Военно-политической академии. Участник советско-финляндской войны 1939—1940 годов.
В боях Великой Отечественной войны — с апреля 1942 года. Был начальником политотдела 158-го укреплённого района, оборонявшего западный отрог Главного Кавказского хребта, между Туапсе и Геленджиком. В 1944 году окончил ускоренный курс Военной академии имени М. В. Фрунзе. Вступив в командование 1040-м стрелковым полком уже на заключительном этапе войны, И. С. Козлов обладал военными знаниями и богатым опытом армейской службы.
В конце января 1945 года полк И. С. Козлова вышел к реке Одер. С ходу форсировал этот водный рубеж, захватил плацдарм на западном берегу, севернее города Кюстрина на территории Польши. Подготовив штурмовые группы, Козлов 7 марта повел их в бой. В результате умелого командования и своей решительности — первым ворвался в город Кюстрин и 9 марта 1945 года овладел этой старинной немецкой крепостью. В ожесточённых боях по ликвидации его гарнизона полк уничтожил свыше 800 гитлеровцев и 380 взял в плен.
Демобилизован из армии был по состоянию здоровья в 1946 году — полковник в отставке. Жил и работал в г. Ростове-на-Дону ( 1946 - 1982 )
Умер 2 августа 1982 года, похоронен в г. Ростове-на-Дону на Северном кладбище ( 3/761 ).

## Награды
- Указом Президиума Верховного Совета СССР от 31 мая 1945 года за образцовое командование полком и проявленные при этом личное мужество и героизм подполковнику Ивану Семёновичу Козлову присвоено звание Героя Советского Союза с вручением ордена Ленина и медали «Золотая Звезда» (№ 6708).
- Награждён также двумя орденами Красного Знамени, орденами Суворова 3-й степени и Красной Звезды, польским знаком воинского отличия «Крест Храбрых»[1], а также медалями.

Как говорилось в наградном листе:

« …в результате умелого командования, правильного маневрирования подразделениями, своей решительности первым ворвался в город Кюстрин и 9 марта овладел старинной немецкой крепостью Кюстрин».